# Nick Glennie-Smith
Nick Glennie-Smith, né le 3 octobre 1951 à Londres en Angleterre, est un compositeur de musique de film. Il a rejoint la Media Ventures Team en 1992. Depuis lors, il n'y travaille que de temps à autre et reste en très bons termes avec l'équipe de Hans Zimmer. Il a commencé sa carrière musicale en rejoignant le groupe Wally en 1975, jouant les claviers sur leur deuxième album Valley Gardens. Puis, en 1980, il joue aussi les claviers sur l'album de Leo Sayer, Living in a fantasy. La même année, il accompagne Cliff Richard en tournée et joue sur trois de ses albums, I'm no hero sur lequel il joue le synthétiseur, Wired for sound sur lequel il est aussi ingénieur en plus d'accompagner au piano et finalement The rock connection pour lequel il est au synthétiseur sur une chanson.
On le retrouve aussi sur un album de Roger Daltrey des Who, Under a raging moon, ainsi que sur deux albums de Paul McCartney, Press to play et Flowers in the dirt. Il est claviériste sur un album de Phil Collins, No jacket required en 1985. Il a travaillé avec Tina Turner, Elvis Costello, Pharrell Williams, Nik Kershaw, Duane Eddy et Katrina and the Waves.
Il a aussi collaboré avec Roger Waters, il est de l'équipe du film Quand souffle le vent, puis aux claviers pour Radio K.A.O.S pour la pièce The powers that be. Il est claviériste aux côtés de Peter Wood pour les concerts donnés à Berlin en 1990 pour The Wall Live in Berlin.
Il a notamment composé la musique de tous les films du réalisateur Randall Wallace et réalisé de nombreuses musiques additionnelles pour Hans Zimmer.
En 2003, il est l'auteur de la musique de La Cinéscenie du Puy du Fou, musique toujours utilisée à ce jour[Quand ?] pour ce spectacle.

## Filmographie

### Cinéma
- 1996 : Pour l'amour de l'art (Two If by Sea) de Bill Bennett
- 1996 : Rock (The Rock) de Michael Bay (co-compositeur avec Hans Zimmer et Harry Gregson-Williams)
- 1997 : Menace toxique (Fire Down Below) de Félix Enríquez Alcalá
- 1997 : Maman, je m'occupe des méchants ! (Home Alone 3) de Raja Gosnell
- 1998 : L'Homme au masque de fer (The Man in the Iron Mask) de Randall Wallace
- 1998 : Le Roi lion 2 : L'Honneur de la tribu (The Lion King II: Simba's Pride) de Darrell Rooney (film vidéo)
- 2000 : Highlander: Endgame de Douglas Aarniokoski (co-compositeur avec Stephen Graziano)
- 2002 : Nous étions soldats (We Were Soldiers) de Randall Wallace
- 2004 : Ella au pays enchanté (Ella Enchanted) de Tommy O'Haver
- 2004 : L'Étoile de Laura (Laura's Stern) de Piet De Rycker (co-compositeur avec Hans Zimmer)
- 2005 : A Sound of Thunder de Peter Hyams
- 2005 : Plume et l'île mystérieuse (Der kleine Eisbär 2 : Die geheimnisvolle Insel) de Piet De Rycker (co-compositeur avec Hans Zimmer)
- 2006 : Children of Glory (Szabadság, szerelem) de Krisztina Goda
- 2010 : Secretariat de Randall Wallace
- 2013 : A Belfast Story de Nathan Todd
- 2014 : Heaven Is for Real de Randall Wallace

### Télévision
- 1997 : Cyclops, Baby de D. J. Caruso (film TV)
- 1998 : Max Q (en) de Michael Shapiro (série TV)
- 1999 : The Secret Adventures of Jules Verne de Gavin Scott (série TV)
- 2001 : Attila le Hun (Attila) de Dick Lowry (film TV)

### Spectacles
- 2003 : Cinéscénie au Puy du Fou (spectacle visuel)

- 2006 : Mousquetaire de Richelieu au Puy du Fou (spectacle visuel)

### Musiques additionnelles
- 1986 : When the Wind Blows de Jimmy T. Murakami (musique de Roger Waters) (musicien : synthétiseur)
- 1990 : Rosencrantz et Guildenstern sont morts de Tom Stoppard (musique de Stanley Myers) (musicien : synthétiseur)
- 1991 : K2 de Franc Roddam (musique de Hans Zimmer) (musiques additionnelles)
- 1993 : True Romance de Tony Scott (musique de Hans Zimmer) (musiques additionnelles)
- 1993 : Nom de code : Nina de John Badham (musique de Hans Zimmer) (musiques additionnelles)
- 1993 : La Maison aux esprits de Bille August (musique de Hans Zimmer) (orchestrateur)
- 1993 : Calendar Girl de John Whitesell (musique de Hans Zimmer) (orchestrateur)
- 1993 : Rasta Rockett de Jon Turteltaub (musiques additionnelles)
- 1994 : Mon ami Dodger de Franco Amurri (musique de Mark Mancina) (musiques additionnelles)
- 1994 : Le Roi lion de Roger Allers (musique de Hans Zimmer) (orchestrateur)
- 1994 : Opération Shakespeare de Penny Marshall (musique de Hans Zimmer) (musiques additionnelles)
- 1994 : I'll Do Anything de James L. Brooks (musique de Hans Zimmer) (musiques additionnelles)
- 1994 : Drop Zone de John Badham (musique de Hans Zimmer) (musiques additionnelles)
- 1995 : Two Deaths de Nicolas Roeg (musique de Hans Zimmer) (musiques additionnelles)
- 1995 : Neuf mois aussi de Chris Columbus (musique de Hans Zimmer) (musiques additionnelles)
- 1995 : USS Alabama de Tony Scott (musique de Hans Zimmer) (musiques additionnelles et chef d'orchestre)
- 1995 : Rangoon de John Boorman (musique de Hans Zimmer) (musiques additionnelles, chef d'orchestre et orchestrateur)
- 1995 : Bad Boys de Michael Bay (musique de Mark Mancina) (musiques additionnelles)
- 1996 : La Femme du pasteur de Penny Marshall (musique de Hans Zimmer) (musiques additionnelles)
- 1997 : Dany, le chat superstar de Mark Dindal (musique de Mark Mancina) (musiques additionnelles)
- 1997 : Smilla de Bille August (musique de Harry Gregson-Williams et Hans Zimmer) (orchestrateur)
- 1997 : Les Ailes de l'enfer de Simon West (musique de Trevor Rabin et Mark Mancina) (chef d'orchestre et orchestrateur)
- 2000 : Les Aventures de Tigrou de Jun Falkenstein (musique de Harry Gregson-Williams) (chef d'orchestre)
- 2000 : Mission : Impossible 2 de John Woo (musique de Hans Zimmer) (musiques additionnelles)
- 2001 : Les Visiteurs en Amérique de Jean-Marie Poiré (musique de John Powell) (musiques additionnelles)
- 2002 : Compte à rebours mortel de Jim Gillespie (musique de John Powell) (musiques additionnelles)
- 2002 : Le Nouveau d'Ed Decter (musique de Ralph Sall) (musiques additionnelles)
- 2003 : Pirates des Caraïbes : La malédiction du Black Pearl de Gore Verbinski (musique de Klaus Badelt) (musiques additionnelles)
- 2004 : Thunderbirds de Jonathan Frakes (musique de Hans Zimmer) (chef d'orchestre)
- 2004 : Noël de Chazz Palminteri (musique de Mark Mancina) (musiques additionnelles)
- 2004 : Le Roi Arthur d'Antoine Fuqua (musique de Hans Zimmer) (musiques additionnelles et chef d'orchestre)
- 2006 : Da Vinci Code de Ron Howard (musique de Hans Zimmer) (musiques additionnelles, direction des chœurs et arrangements)
- 2006 : Pirates des Caraïbes : Le Secret du coffre maudit de Gore Verbinski (musique de Hans Zimmer) (musiques additionnelles)
- 2006 : Déjà Vu de Tony Scott (musique de Harry Gregson-Williams) (programmation)
- 2007 : 300 de Zack Snyder (musique de Mark Mancina (musiques additionnelles et chef d'orchestre)
- 2007 : Pirates des Caraïbes : Jusqu'au bout du monde de Gore Verbinski (musique de Hans Zimmer) (musiques additionnelles et chef d'orchestre)
- 2007 : Transformers de Michael Bay (musique de Steve Jablonsky) (chef d'orchestre)
- 2007 : Les Simpson - Le Film de David Silverman (musique de Hans Zimmer) (musiques additionnelles et chef d'orchestre)
- 2008 : Angles d'attaque de Pete Travis (musique d'Atli Örvarsson) (chef d'orchestre)
- 2011 : Rango de Gore Verbinski (musique de Hans Zimmer) (chef d'orchestre)
- 2011 : The Smurfs de Raja Gosnell (musique de Heitor Pereira) (chef d'orchestre)